# Etoricoxib
Etoricoxib (merknamen Arcoxia, Algix, Tauxib) is een COX-2-remmer die gebruikt wordt voor bestrijden van chronische (30-60-90mg/dag) en acute pijn (120mg/dag). Het gebruik van etoricoxib wordt toegelaten in ca. 60 landen, maar niet in de Verenigde Staten. Het middel werd toegelaten in 2002.
Het middel mag niet worden voorgeschreven aan patiënten met hoge bloeddruk (hypertensie) die onvoldoende onder controle is. Bij alle patiënten die beginnen met een etoricoxib-behandeling dient de bloeddruk binnen twee weken te worden gecontroleerd. Ook daarna is regelmatige bloeddrukmeting geboden. Fabrikant MSD heeft huisartsen, apothekers, reumatologen, orthopeden en anesthesiologen diverse malen op deze bijwerking gewezen. Het wetenschappelijk comité voor geneesmiddelen voor humaan gebruik (CHMP) concludeert dat de oorzaak bij een aanzienlijk aantal patiënten met aanhoudende hoge bloeddruk kan worden gevonden in het etoricoxib gebruik.